# Pieczareczka czerwieniejąca

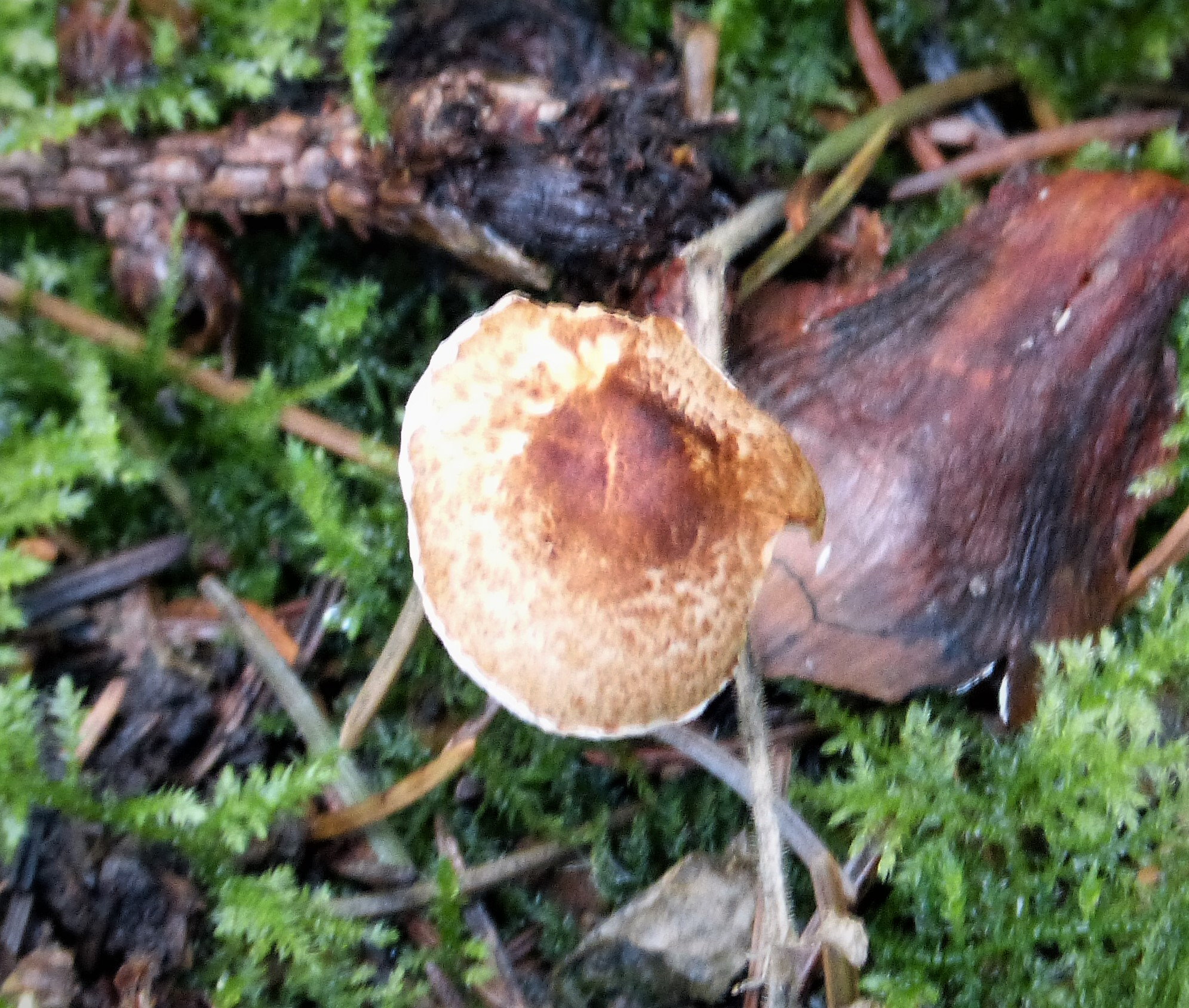

Pieczareczka czerwieniejąca (Leucoagaricus badhamii (Berk. & Broome) Locq.) – gatunek grzybów z rodziny pieczarkowatych (Agaricaceae).

## Systematyka i nazewnictwo
Pozycja w klasyfikacji według Index Fungorum: Leucoagaricus, Agaricaceae, Agaricales, Agaricomycetidae, Agaricomycetes, Agaricomycotina, Basidiomycota, Fungi.
Po raz pierwszy zdiagnozowali go w 1854 r. Miles Joseph Berkeley i Christopher Edmund Broome nadając mu nazwę Agaricus badhamii. Obecną, uznaną przez Index Fungorum nazwę nadał mu Rolf Singer w 1951 r.
Synonimy:
- Agaricus badhamii Berk. & Broome 1854
- Hiatula badhamii (Berk. & Broome) Bouriquet 1970
- Lepiota badhamii (Berk. & Broome) Quél. 1872
- Lepiota meleagroides Huijsman 1943
- Lepiotophyllum badhamii (Berk. & Broome) Locq. 1942
- Leucocoprinus badhamii (Berk. & Broome) Locq. 1943
- Mastocephalus badhamii (Berk. & Broome) Kuntze 1891

Zaleski i in.w 1948 r. opisywali ten gatunek pod nazwą stroszka Badhama. Władysław Wojewoda w 1998 r. dla naukowej nazwy Leucocoprinus badhamii zaproponował nową polską nazwę czubnik czerwieniejący. Nazwa ta stała się niespójna z obecną nazwą naukową. W 2024 r. Komisja ds. Polskiego Nazewnictwa Grzybów przy Polskim Towarzystwie Mykologicznym zarekomendowała polską nazwę pieczareczka czerwieniejąca, spójną z nazwą naukową.

## Morfologia
Kapelusz
Duży, o średnicy zazwyczaj do 10 cm, ale czasami nawet do 20 cm, początkowo stożkowy, potem płaskowypukły, w końcu niemal płaski. Powierzchnia o barwie kremowej, pokryta brązowymi łuskami o fioletowym odcieniu. Łuski znajdują się na całej powierzchni kapelusza, ale najwięcej jest ich na środku. U starszych okazów brzeg zazwyczaj spękany.
Blaszki
Gęste, szerokie, nierówne, początkowo kremowe, potem brudnobrązowe.
Trzon
Zazwyczaj wygięty, z charakterystycznym pogrubieniem w środkowej części. Powierzchnia początkowo biaława, szybko jednak plamisto brązowa, żółtawa lub czerwonawa. Zazwyczaj posiada pierścień, ale dość łatwo zanikający.
Miąższ
Dość gruby, biały, w kapeluszu mięsisty, w trzonie włóknisty. Po uszkodzeniu staje się początkowo czerwony, potem żółty. Zapach grzybowy, smak słodko-kwaśny.
Gatunki podobne
Podobna jest pieczareczka amerykańska (Leucoagaricus americanus), ale powierzchnia kapelusza pieczareczki czerwieniejącej nie jest tak popękana na kwadratowe poletka, ponadto jej miąższ po uszkodzeniu zmienia barwę na żółtą. Cecha ta odróżnia ją także od innych pieczareczek.

## Występowanie i siedlisko
W Polsce do 2003 r. podano tylko 2 stanowiska tego gatunku (w 1948 r. w Puszczy Zielonce koło Poznania i w 1889 r. w nadleśnictwie Niemodlin). Bardziej aktualne stanowiska podaje internetowy atlas grzybów.
Naziemny grzyb saprotroficzny. Rośnie w lasach mieszanych, na siedliskach ruderalnych, w miejscach gdzie jest dużo gnijącej substancji organicznej – na żyznych glebach, próchniejącym drewnie, trocinach. Pojawia się rzadko, ale zazwyczaj w grupach.